# Parigi-Roubaix 1971
La Parigi-Roubaix 1971, sessantanovesima edizione della corsa, fu disputata il 18 aprile 1971, per un percorso totale di 265,5 km. Fu vinta dal belga Roger Rosiers, giunto al traguardo con il tempo di 6h17'53" alla media di 36,187 km/h davanti a Herman Van Springel e Marino Basso.
Presero il via da Compiègne 135 ciclisti, 45 di essi tagliarono il traguardo a Roubaix.

## Ordine d'arrivo (Top 10)
| Pos. | Corridore           | Squadra   | Tempo   |
| ---- | ------------------- | --------- | ------- |
| 1    | Roger Rosiers       | Bic       | 6h17'53 |
| 2    | Herman Van Springel | Molteni   | a 1'26" |
| 3    | Marino Basso        | Molteni   | s.t.    |
| 4    | Jan Janssen         | Bic       | s.t.    |
| 5    | Eddy Merckx         | Molteni   | s.t.    |
| 6    | Eric Leman          | Flandria  | s.t.    |
| 7    | Roger De Vlaeminck  | Flandria  | s.t.    |
| 8    | Felice Gimondi      | Salvarani | s.t.    |
| 9    | Eric De Vlaeminck   | Flandria  | a 4'26" |
| 10   | Georges Pintens     | Hertekamp | s.t.    |